# Peter Bräth

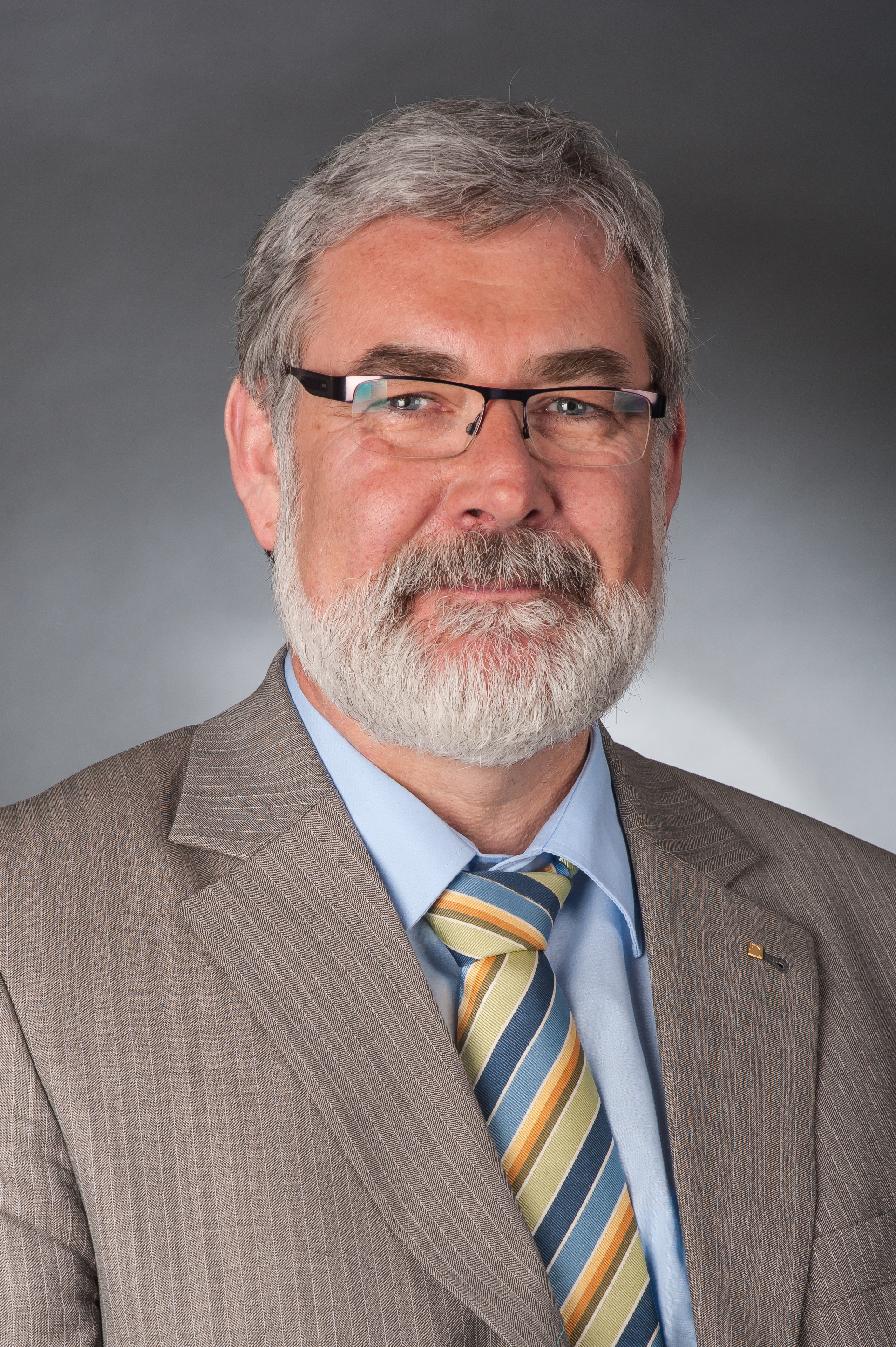
Peter Bräth, 2013

Peter Bräth (* 9. Mai 1956 in Bad Bevensen; † 3. September 2018) war ein deutscher Jurist und Ministerialbeamter. Vom 19. Februar 2013 bis zum 31. Juli 2015 war er Staatssekretär im Niedersächsischen Kultusministerium.

## Ausbildung und Beruf
Nach der Ausbildung für den gehobenen allgemeinen Verwaltungsdienst des Landes Niedersachsen beim Regierungspräsidenten in Lüneburg (1972–1977) war Peter Bräth bis 1981 bei der Bezirksregierung Hannover tätig. Anschließend studierte er an der Universität Hannover Rechtswissenschaften und schloss 1988 das Staatsexamen mit der Befähigung zum Richteramt ab.
Von 1988 bis 1990 war er als Referent bei der Freien und Hansestadt Hamburg tätig und wechselte anschließend, zunächst als Referent, an das Niedersächsische Kultusministerium, wo er bis 2013 Referatsleiter des Referats Schulrecht, Eltern- und Schülervertretung, Schulträger, Ganztagsschulen, Landesschulbeirat und stellvertretender Abteilungsleiter der Abteilung Allgemein bildende Schulen, Kindertagesstätten des Niedersächsischen Kultusministeriums war.
Von 2003 bis 2012 war er Mitherausgeber der Zeitschrift „Schulverwaltung – Ausgabe Niedersachsen (SchVw NI)“ (Wolters Kluwer Deutschland, Carl Link, ISSN 1865-2050).
Am 19. Februar 2013 wurde er zum Staatssekretär im Niedersächsischen Kultusministerium im Kabinett Weil I ernannt. Am 10. Juli 2015 gab er bekannt, das Amt aus gesundheitlichen Gründen nicht fortführen zu können. Daraufhin schied er am 31. Juli 2015 aus dem Amt, trat am nächsten Tag in den vorläufigen Ruhestand und wurde als Staatssekretär von Erika Huxhold abgelöst. Bräth war Mitglied der Sozialdemokratischen Partei Deutschlands.

## Privates
Peter Bräth war verheiratet und hat einen Sohn.

## Schriften
- Herbert Woltering, Peter Bräth: Niedersächsisches Schulgesetz - Handkommentar. 4. Auflage. Boorberg, Stuttgart 1998, ISBN 3-415-02424-5, S. 490.
- Peter Bräth, Manfred Eickmann, Dieter Galas: Niedersächsisches Schulgesetz. 8. Auflage. Luchterhand (Hermann), 2014, ISBN 978-3-556-06453-5, S. 635.
- Peter Bräth, Gerald Nolte, Karl-Heinz Ulrich: Dienstrecht für Schulen in Niedersachsen: Vorschriftensammlung mit Einführung. 1. Auflage. Link, 2012, ISBN 3-556-06214-3, S. 315.
- Peter Bräth, Gerald Nolte,: Art. 4 Recht auf Bildung, Schulwesen; Art. 4a Schutz und Erziehung von Kindern und Jugendlichen; in: Volker Epping und Hermann Butzer u. a.: Hannoverscher Kommentar zur Niedersächsischen Verfassung. 1. Auflage. Nomos, Baden-Baden 2012, ISBN 978-3-8329-6005-6.